# WNT10B
WNT10B‏ (Wnt family member 10B) هوَ بروتين يُشَفر بواسطة جين WNT10B في الإنسان.